# کاشونی (بستک)
کاشونی (بستک) روستایی از توابع بخش کوخردهرنگ شهرستان بستک در استان هرمزگان واقع در جنوب ایران است.

## مذهب
این روستا از اهل سنت واز شاخه ی شافعی هستند یعنی از پیروان امام محمد ادریس شافعی رحمه الله .

## جمعیت
بر پایه سرشماری عمومی نفوس و مسکن در سال ۱۳۹۵، جمعیت این روستا برابر با ۱۰۳ نفر (۲۶ خانوار) بوده‌است.